# Phaea miniata
Phaea miniata là một loài bọ cánh cứng trong họ Cerambycidae.